# Camillo Mussi
Camillo Mussi (Besnate, 18 novembre 1911 – Sidi Barrani, 17 agosto 1940) è stato un hockeista su ghiaccio italiano.
Fu una stella dell'hockey su ghiaccio di Milano e della nazionale degli anni 1930. Attaccante sinistro e centravanti, partecipò alle Olimpiadi invernali di Garmisch-Partenkirchen 1936.

## Biografia
Giocò a hockey su ghiaccio per il Milan (1928-1935), il Milan II (1933-1934), il Milan ADG (1935-1937), l'AMDG (1937-1938) e i Diavoli Rossoneri (1938-1939). Fu campione d'Italia sei volte (1930, 1931, 1933, 1934, 1937 e 1938). Partecipò due volte alla Coppa Spengler (1929 e 1930).
Con la nazionale italiana partecipò a quattro Campionati del mondo: nel 1930 rimase in riserva, nel 1933 giocò 4 partite e segnò 1 gol contro la nazionale cecoslovacca, nel 1934 giocò 5 partite e segnò 2 gol contro le nazionali di Gran Bretagna e Austria, e nel 1935 giocò 7 partite.
Nel 1936 entrò a far parte della nazionale italiana di hockey su ghiaccio alle Olimpiadi invernali di Garmisch-Pantherkirchen, dove condivise il 9°-12° posto. Giocò come attaccante, giocò 3 partite e non segnò alcun gol.
Prese parte alla seconda guerra mondiale, sottotenente nella 56ª squadriglia dell'Aeronautica Militare Italiana dispiegata in Nordafrica. La mattina del 17 agosto 1940 decollò dalla base libica di Derna con uno squadrone di 25 aerei per attaccare le navi britanniche HMS Warspite, HMS Malaya e HMS Ramillies scortati dall'incrociatore HMS Kent, di rientro da un bombardamento su Bardia, nella Libia italiana, al confine con l'Egitto. Nei pressi della città egiziana di Sidi Barrani, il suo aereo Savoia-Marchetti S.M.79 fu colpito ed abbattuto durante una battaglia aerea dal pilota britannico John Lapsley alla guida di un un Hurricane, affondando nel Mar Mediterraneo.